# Haus Nachrodt

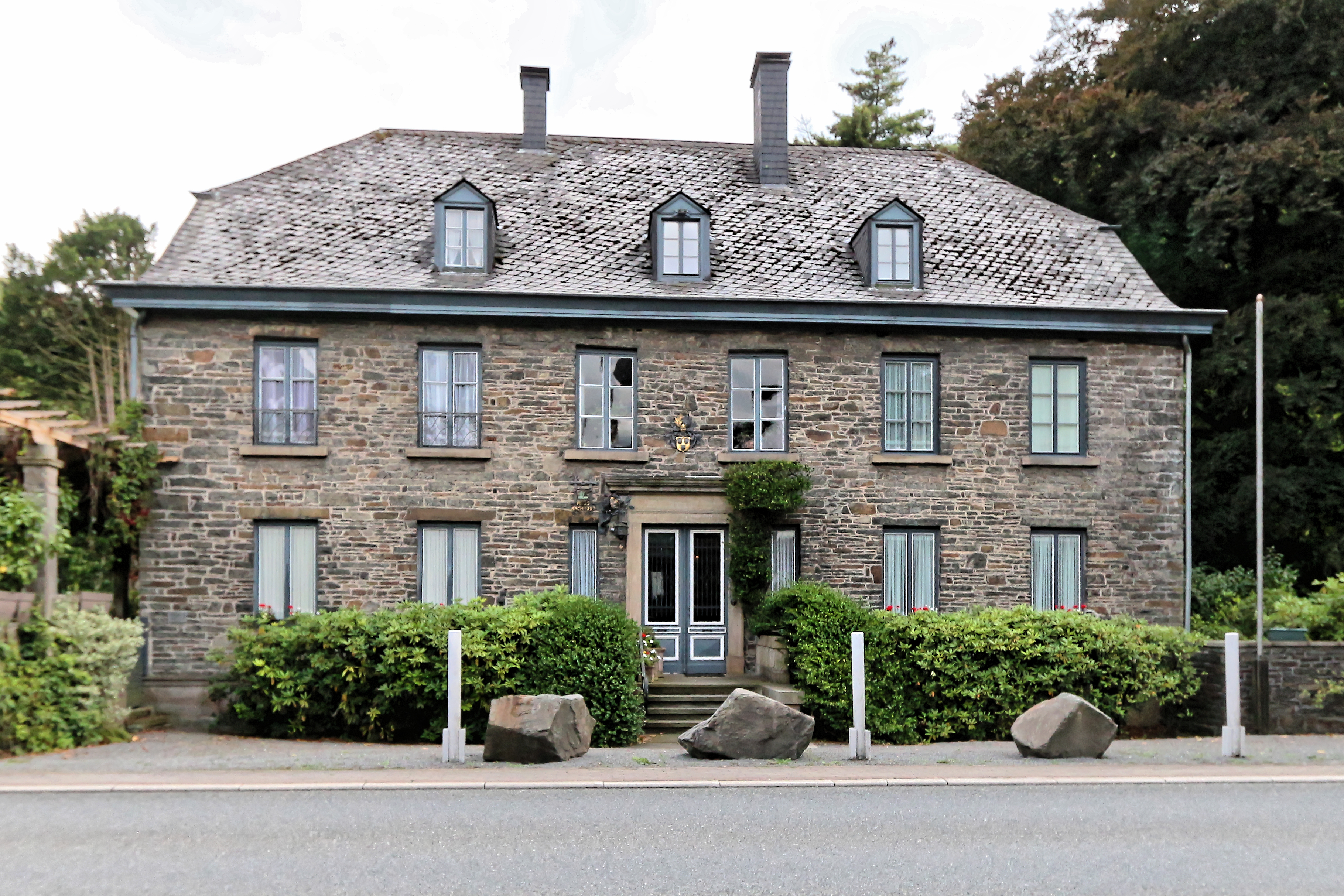
Herrenhaus

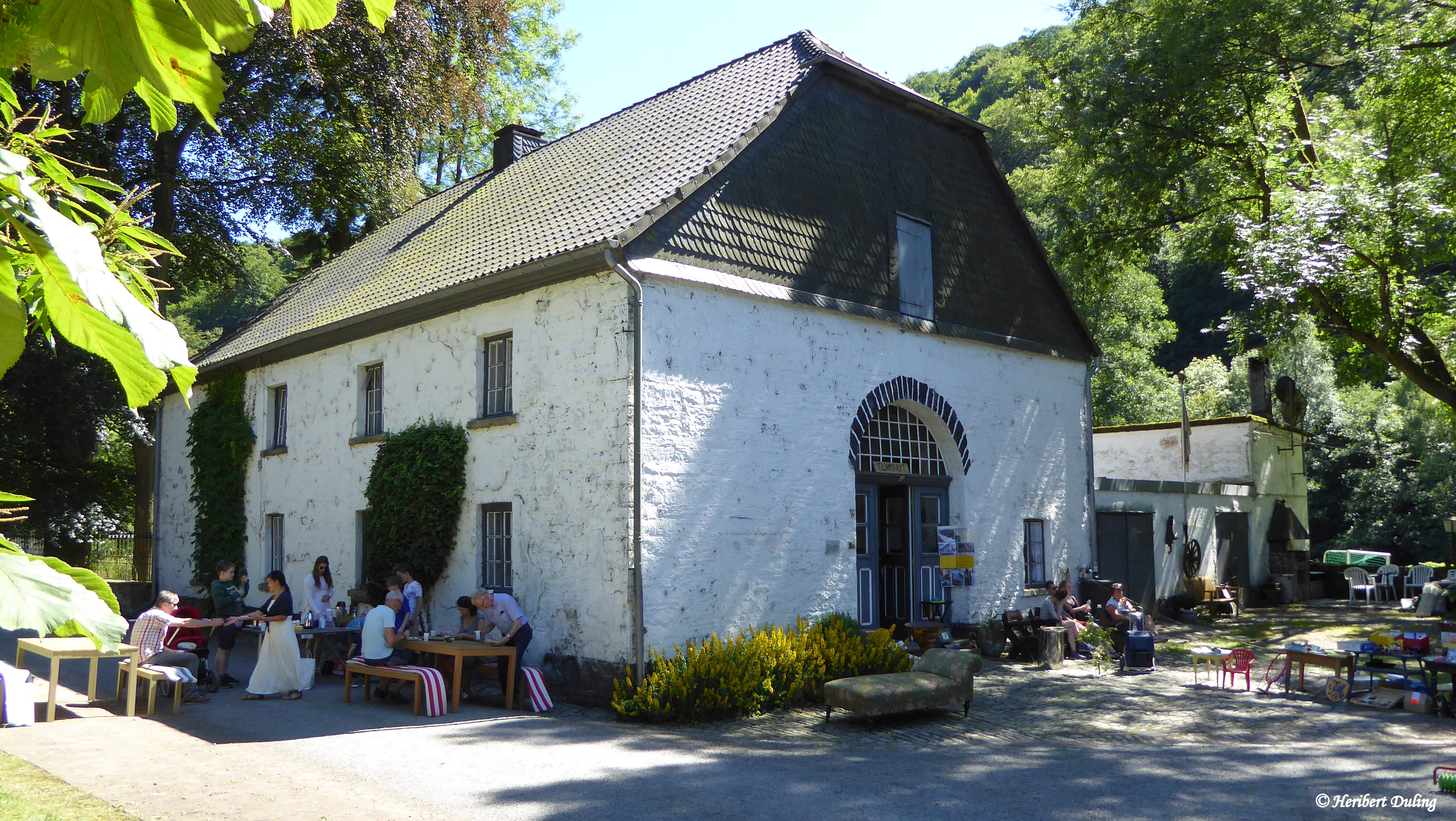
Bauernhaus

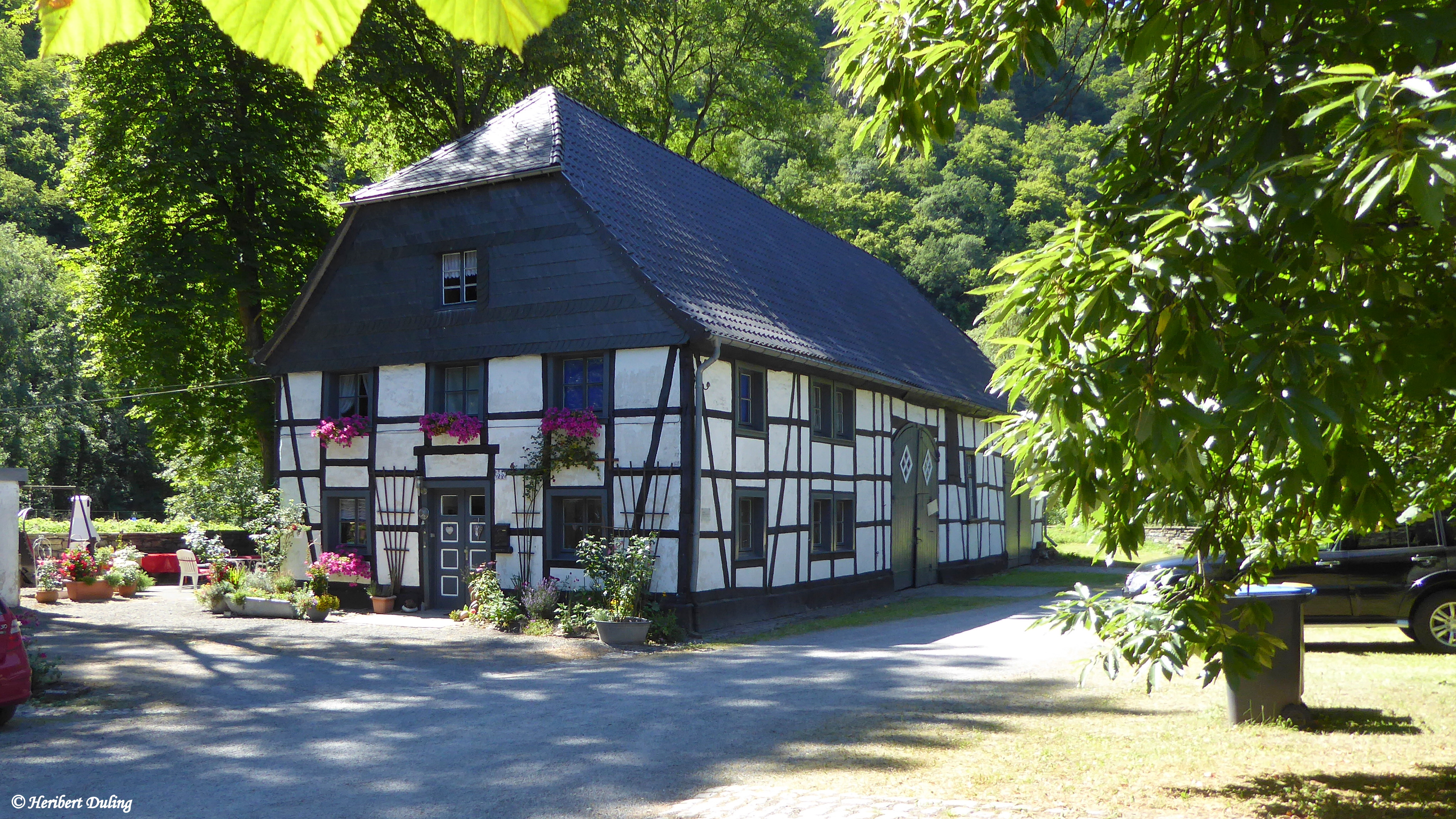
Querdeelenhaus

Haus Nachrodt ist ein Adelssitz in der Gemeinde Nachrodt-Wiblingwerde im Märkischen Kreis, Nordrhein-Westfalen. Das Anwesen wird erstmals 1591 erwähnt. Das klassizistische Herrenhaus, zwei Nebengebäude, ein massives Bauernhaus und ein Fachwerkhaus im Stil eines westfälischen Bauernhauses gehen vermutlich auf die Zeit zwischen 18. und 19. Jahrhundert zurück. Der Park mit altem Baumbestand gilt als sehenswert und erstreckt sich bis an das Ufer der Lenne.
1907 war das Haus Nachrodt neuer Namensgeber für die im Lennetal gelegene Gemeinde Kelleramt. Gemeinsam mit Wiblingwerde entstand die neue Gemeinde Nachrodt-Wiblingwerde.
Haus Nachrodt und der Park befinden sich in Privatbesitz.

## Einzelnachweis
1. ↑  Deutsche Stiftung Denkmalschutz: Vom mittelalterlichen Amtshaus zum bürgerlichen Wohnsitz Abgerufen am 14. Juli 2019.

Koordinaten: 51° 20′ 6,9″ N, 7° 38′ 11″ O